# Dymitriusz (cesarz Etiopii)
Dymitriusz lub Demetriusz (ur. ?  – zm. 1802) – dwukrotny cesarz Etiopii. Panował od 25 lipca 1799 do 22 marca 1800 i od czerwca 1800 do czerwca 1801.

## Życiorys
Dymitriusz był synem Arkadiusza (Arkedeues) i pochodził z dynastii salomońskiej. Dymitriusz może być tą samą osobą, którą Henry Salt określił w swojej relacji z podróży z 1809 i 1810 jako "Adimo". Dymitriusz został wyniesiony na tron przez dedżazmacza Gugsę i jego brata, Alulę, którzy uwięzili poprzedniego cesarza - Salomona III. Cztery dni po koronacji, Dymitriusz mianował Gugsę dedżazmaczem Begiemdyru. Dzień później wyniósł Alulę do godności keniazmacza. W marcu następnego roku do Gonderu powrócił Tekle Gijorgis I, wspierany przez Uelde Syllasje. Na tym zakończyły się pierwsze rządy Dymitriusza. Według Kroniki królewskiej Abisynii, gdy Tekle Gijorgis był z dala od stolicy, tocząc kampanie wojenne na prowincji, Dymitriusz mimo woli został przez jednego z możnowładców wciągnięty do pałacu i po raz drugi koronowany. Drugie rządy trwały rok. Dymitriusz zmarł w 1802 i został pochowany w miejscowości Bata.